# Grete von Zieritz
Grete von Zieritz   (Viena, 10 de març de 1899 - Berlín, 26 de novembre de 2001) fou una compositora i pianista austríaca-alemanya.

## Biografia
Grete von Zieritz va néixer a Viena, Àustria, en el si d'una família noble, es va criar a Viena, Innsbruck i Graz. Va rebre les seves primeres lliçons de piano als sis anys, i després va estudiar amb Hugo Kroemer (piano) i Roderick Mojsisovics (composició musical). Va donar el seu primer concert als vuit anys.
A Berlín, va continuar els seus estudis amb Martin Krause, estudiant de Franz Liszt i Rudolf Maria Breithaupt. Després de l'èxit de les seves "Cançons japoneses" el 1921, va decidir convertir-se en compositora. Von Zieritz va treballar com a professor de música i va continuar els seus estudis a Berlín del 1926 al 1931 sota Franz Schreker. El 1939 va ser l'única dona al Festival Internacional de Música de Frankfurt del Main entre compositors de 18 països. El 2009 a Donaustadt a Viena, el Zieritzgasse va rebre el seu nom. Va morir a Berlín el 2001.

## Premis
- 1928: Premi Mendelssohn -State
- 1928: beca Schubert a la Columbia Phonograph Company
- 1978: Primera classe de mèrits per a la ciència i les arts
- 1979: Ordre del Mèrit
- 1982: Medalla d'honor PRS de 50 anys d'adhesió
- 1999: Insígnia d'Honor del Consell Nacional de Música, Berlín
- 1999: Premi de la crítica alemanya (especial)

## Obra
Grete von Zieritz va escriure més de 250 obres per a diversos conjunts.